# Karoline von Günderrode
Karoline von Günderrode (Karlsruhe, 11 de febrer de 1780 - Winkel, 26 de juliol de 1806) fou una escriptora que formà part del romanticisme alemany. Va usar el pseudònim de Tian.
Als disset anys va ingressar en una residència per a noies nobles. Les primeres obres ja expressen un sentiment malenconiós, com Poetische Fragmente ('Fragments poètics'), que va publicar l'any 1806 amb el pseudònim Tian. Va mantenir una correspondència molt apassionada amb Bettina Brentano, a qui va conèixer l'any 1802 al Col·legi de les Senyores Nobles i amb qui va compartir estades a Frankfurt, Offenbach i Trages. Bettina va escriure Günderode, fruit d'aquesta amistat. Karoline va mantenir una relació amorosa amb Friedrich Carl von Savigny. L'any 1804 va iniciar una relació amb el filòleg Georg Friedrich Creuzer, però aquest, ja casat i agraït a la seva dona per la seva gran dedicació durant una llarga malaltia, no va voler deixar-la. Karoline, veient que aquest amor no era correspost amb la mateixa passió, es va suïcidar al riu Rin.